# Феликс, Каррик
Каррик Феликс (англ. Carrick Felix; родился 17 августа 1990 года в Лас-Вегасе, штат Невада, США) — американский профессиональный баскетболист, выступавший в последнее время за австралийскую команду «Мельбурн Юнайтед». Играет на позициях атакующего защитника и лёгкого форварда. Был выбран во втором раунде под общим 33-м номером на драфте НБА 2013 года командой «Кливленд Кавальерс». На уровне колледжей выступал за университет штата Аризона, из которого и выставил свою кандидатуру на драфт.

## Школа и колледж
Феликс родился в Лас-Вегасе, штат Невада, выступал за школу Миллениум в Гудиер, штат Аризона. В последнем сезоне за школу Феликс лидировал в команде и был назван MVP на соревнованиях штата. В сезоне набирал в среднем 19,7 очков, совершал 13,2 подбора и 1,5 перехвата за матч.
После удачного выступления на уровне школ игрока пригласили в колледж Южного Айдахо в Твин Фолс, Айдахо. Первый сезон Феликс пропустил по медицинским показаниям, однако во втором вновь продемонстрировал в среднем 14,8 очка и 4,7 подбора за матч. По данным показателям он был третьим и четвёртым игроком в команде. В последнем сезоне за Аризону игрок стал лидером команды на своей позиции, кроме того, совершал достаточно много подборов (8,1 и второй результат в команде) и набирал 14,6 очка за матч. Также он лидировал к конференции Pac-12 с 13 дабл-даблами. В итоге он вошёл во вторую сборную конференции, а также в символическую сборную защиты конференции. По окончании сезона был назван Атлетом года в конференции и попал в первую команду All-Pac-12.

## Профессиональная карьера
Феликс был выбран на драфте НБА 2013 года под общим 33-м номером командой «Кливленд Кавальерс». 20 августа 2013 года он официально подписал контракт с клубом. 5 декабря 2013 года были отправлен в команду «Кантон Чардж», представляющую Лигу развития НБА. 9 декабря вновь был вызван в основную команду. 11 декабря Феликс вновь отправился в «Кантон». На следующий день игрок снова был вызван в первую команду.
22 июля 2014 года Каррик Феликс вместе с выбором во втором раунде драфта 2015 года и денежной компенсацией был обменян в «Юту Джаз» в обмен на Джона Лукаса, Малкольма Томаса и Эрика Мерфи. 27 октября 2014 года «Юта Джаз» расторгла с ним контракт. 1 ноября 2014 года он был выбран под общим четвёртым пиком на драфте Лиги развития НБА 2014 года клубом «Санта-Круз Уорриорз». 4 декабря 2014 года он был уволен из «Санта-Круз Уорриорз» после травмы левого колена.

## Статистика в НБА
| Сезон                                                                                    | Команда  | Регулярный сезон | Регулярный сезон | Регулярный сезон | Регулярный сезон | Регулярный сезон | Регулярный сезон | Регулярный сезон | Регулярный сезон | Регулярный сезон | Регулярный сезон | Регулярный сезон | Серия плей-офф | Серия плей-офф | Серия плей-офф | Серия плей-офф | Серия плей-офф | Серия плей-офф | Серия плей-офф | Серия плей-офф | Серия плей-офф | Серия плей-офф | Серия плей-офф |
| Сезон                                                                                    | Команда  | GP               | GS               | MPG              | FG%              | 3P%              | FT%              | RPG              | APG              | SPG              | BPG              | PPG              | GP             | GS             | MPG            | FG%            | 3P%            | FT%            | RPG            | APG            | SPG            | BPG            | PPG            |
| ---------------------------------------------------------------------------------------- | -------- | ---------------- | ---------------- | ---------------- | ---------------- | ---------------- | ---------------- | ---------------- | ---------------- | ---------------- | ---------------- | ---------------- | -------------- | -------------- | -------------- | -------------- | -------------- | -------------- | -------------- | -------------- | -------------- | -------------- | -------------- |
| 2013/14                                                                                  | Кливленд | 7                | 0                | 5,4              | 50,0             | 40,0             | 75,0             | 0,9              | 0,6              | 0,0              | 0,0              | 2,7              | Не участвовал  | Не участвовал  | Не участвовал  | Не участвовал  | Не участвовал  | Не участвовал  | Не участвовал  | Не участвовал  | Не участвовал  | Не участвовал  | Не участвовал  |
|                                                                                          | Всего    | 7                | 0                | 5,4              | 50,0             | 40,0             | 75,0             | 0,9              | 0,6              | 0,0              | 0,0              | 2,7              | Не участвовал  | Не участвовал  | Не участвовал  | Не участвовал  | Не участвовал  | Не участвовал  | Не участвовал  | Не участвовал  | Не участвовал  | Не участвовал  | Не участвовал  |
| Наведите курсор мыши на аббревиатуры в заголовке таблицы, чтобы прочесть их расшифровку. |          |                  |                  |                  |                  |                  |                  |                  |                  |                  |                  |                  |                |                |                |                |                |                |                |                |                |                |                |